# ジュラシック・パーク (映画)
『ジュラシック・パーク』（原題: Jurassic Park）は、1993年のアメリカのSF映画。1990年に発表されたマイケル・クライトンの同名の小説を原作とし、スティーヴン・スピルバーグが監督、クライトンとデヴィッド・コープが脚本、キャスリーン・ケネディとジェラルド・R・モーレンが製作を務める。
米国では1993年6月11日に公開され、全世界での興行収入は9億1,200万ドルを超え、1993年の最高興行収入を記録するとともに当時の最高興行収入記録を塗り替えた。2013年に公開20周年を記念して3Dで再公開された『ジュラシック・パーク』は、チケット売上10億ドルを突破した史上17番目で、最も古い映画となった。視覚効果やサウンドデザインなどの技術的功績が認められ、アカデミー賞3部門を含む20以上の賞を受賞した。
2024年3月末で日本国内の映画館での上映権が消滅した。

## 登場人物
主に原作との相違点を記載。

### 「ジュラシック・パーク」モニター客
アラン・グラント
演 - サム・ニール
古生物学者。原作では最初から子供好きの設定でありティムとも当初から親しくしているのに対し、映画版では当初は子供嫌いとなっている。物語が進むにつれて、恐竜の襲撃から子供たちを守り、子供に対する愛情に目覚めて成長していく。
エリー・サトラー
演 - ローラ・ダーン
アラン・グラントの研究助手。映画ではグラントの恋人だが、原作ではグラントの研究室の若い大学院生であり、別の男性とすでに婚約している。なお映画『III』ではその後グラントと別れたらしく、再婚した夫と幼い息子二人が登場している。また映画ではトリケラトプスの病気の原因が明らかにされなかったが、原作ではステゴサウルスの病気の原因を突き止めている。
イアン・マルコム
演 - ジェフ・ゴールドブラム
テキサスの数学者。原作では第二の主人公的な立ち位置で、カオス理論を通してパークの欠陥を暴く場面があるが映画では専門分野を生かすシーンがない。映画ではサトラー博士を口説こうとするなど、原作に比べ軽い面も持つ人物として描かれている。グラントは最初彼を敬遠していたが、パークを疑問視する点で意見が一致し、パークが非常事態となってからは協力しあう。
続編『ロスト・ワールド/ジュラシック・パーク』では本作での陽気な性格は影を潜めている。
アレクシス・マーフィー
演 - アリアナ・リチャーズ
ハモンドの孫。愛称は「レックス」。原作ではティムの妹だが、映画版では姉でありコンピューターに明るく、ヴィジター・センターのドアロックの復旧を行っている。また、原作では両親が離婚寸前で、映画版ではすでに離婚している。
ティモシー・マーフィー
演 - ジョゼフ・マゼロ
ハモンドの孫。愛称は「ティム」。原作ではレックスの兄だが、映画版では弟で、年頃の饒舌な少年とされている。
ドナルド・ジェナーロ
演 - マーティン・フェレロ
インジェン社顧問弁護士。映画では臆病な人物として描かれる。原作では生還したが、映画では中盤でティラノサウルスの餌食となり、パークの最初の犠牲者となった。

### 「ジュラシック・パーク」スタッフ
ジョン・ハモンド
演 - リチャード・アッテンボロー
インジェン社CEO。映画版と原作では正反対の性格を持つ。
映画版ではグラントやティムと同様、幼いころから恐竜に思いをはせ、「まやかしや小細工のない、誰が見ても驚愕する物を作る」との信念からパークを建設する。「人を楽しませる為には金を惜しまない」と言及しており、金儲けに固執するジェナーロを「このパークは金持ちのためだけに作ったのではない」とたしなめる場面もあった。
子供好きの好々爺だが、計画が狂うとヒステリーを起こす。事故発生後も遺伝子操作による恐竜復活の正当性を主張し続けていたが、最終的には自らの過ちを認め、ジュラシックパーク事業から完全に撤退する。ラストでは彼の無念さが強調されている。グラント達と共に生き残り、続篇では一転して島の恐竜達を保護する立場にまわる。
映画5作目『ジュラシック・ワールド/炎の王国』では彼の若い頃の旧友で恐竜造りの仕事パートナーでもあったベンジャミン・ロックウッドと言う人物が登場している。1984年にハモンドはインジェン社を設立した時、ロックウッドの支援の元でロックウッドの邸宅にある地下実験室で恐竜造りのDNA抽出の実験に初めて成功した。
レイ・アーノルド
演 - サミュエル・L・ジャクソン
チーフエンジニア。映画と原作の人物像に相違はない。映画では彼の死は直接描写されず、変圧室でエリーの肩に彼の腕が落ち、残りの死体の影だけが見えるという形で描写された。
ロバート・マルドゥーン
演 - ボブ・ペック
恐竜監視員。原作では生還したが、映画版ではラプトルに不意を突かれ死亡する。シナリオ初期稿ではグラント達を救う展開が用意されていたが、その役目はティラノサウルスへと変更された。
デニス・ネドリー
演 - ウェイン・ナイト
エンジニア。肥満体型で度の強い眼鏡を着用し、デスクの上下は食品の包装ゴミなどであふれている。映画では強欲だがどこか憎めない、間抜けな小悪党に描写されている。
パーク脱出の途中でディロフォサウルスに襲われ死亡。盗んだ胚を隠したシェービングフォームの缶も車から落としてしまい泥に飲み込まれた。
ヘンリー・ウー
演 - B・D・ウォン
遺伝子学者。原作では主要人物だが、映画では中盤の時点で船で本土に帰ってしまうため出番は少なかった。
『ジュラシック・ワールド』、『ジュラシック・ワールド/炎の王国』、『ジュラシック・ワールド/新たなる支配者』にも登場する。
ジェリー・ハーディング
演 - ジェラルド・R・モーレン
獣医。原作では主要人物だが、映画では中盤の時点で船で本土に帰ってしまうため出番は少なかった。
映画版でハーディング役を演じたモーレンは本作の共同プロデューサー。原作で登場するのは苗字のみだが、演者から名前を取って「ジェリー」というファーストネームが設定されている。
ジョフェリー
演 - ジョフェリー・C・ブラウン
ジュラシック・パークの労働者の1人。原作では青年だが、映画では壮年。檻に入れたラプトルをパドックに移す作業の際、彼が檻のゲートを開けた瞬間にラプトルが体当たりをした為、バランスを崩して落ちた彼はラプトルに檻の隙間に引き込まれた。マルドゥーンが彼を救出しようとしたが間に合わなかった。彼の死後、彼の家族がインジェン社に対して2000万ドルの賠償金の訴訟を起こした。

### その他
ルイス・ドジスン
演 - キャメロン・ソア
インジェン社のライバル会社バイオシン・コーポレーションの遺伝学者。映画での出番は少ないが、小説では続編も含め悪役ぶりを発揮している。映画の吹き替えでは名前の「ドジ」の部分をネドリーに強調される。
ファニート・ロスターノ
演 - ミゲル・サンドバル
ドミニカ共和国にある恐竜の血を吸った蚊が閉じ込められた琥珀を発掘出来る、マーノ・デ・ディオス・アンバー鉱山の所有者。
ミスター・DNA
演 - グレッグ・バーソン
クローン再生の概要を解説する作中のアニメ映画に登場する、映画版のみのキャラクター。原作小説ではビジターセンター内の施設見学のエド・レジスによって恐竜復活の説明がされる中で映画版ではアトラクションの一部としてアニメ映画で解説する流れへと変更された。吹き替え版では「DNAくん」と呼ばれている。

## キャスト
| 役名                   | 俳優                       | 日本語吹き替え    |
| ---------------------- | -------------------------- | ----------------- |
| アラン・グラント       | サム・ニール               | 富山敬            |
| エリー・サトラー       | ローラ・ダーン             | 弥永和子          |
| イアン・マルコム       | ジェフ・ゴールドブラム     | 大塚芳忠          |
| ジョン・ハモンド       | リチャード・アッテンボロー | 永井一郎          |
| アレクシス・マーフィ   | アリアナ・リチャーズ       | 坂本真綾          |
| ティモシー・マーフィ   | ジョゼフ・マゼロ           | 大島一貴          |
| ロバート・マルドゥーン | ボブ・ペック               | 田中信夫          |
| ドナルド・ジェナロ     | マーティン・フェレロ       | 納谷六朗          |
| デニス・ネドリー       | ウェイン・ナイト           | 桜井敏治          |
| レイ・アーノルド       | サミュエル・L・ジャクソン  | 梁田清之          |
| ヘンリー・ウー         | B・D・ウォン               | 中村大樹          |
| ルイス・ドジスン       | キャメロン・ソア           | 小室正幸          |
| ミスター・DNA          | グレッグ・バーソン         | 江原正士          |
| その他                 |                            | 関根信昭 藤井朝子 |
| 日本語版制作スタッフ   |                            |                   |
| 演出                   |                            | 山田悦司          |
| 翻訳                   |                            | 筒井愛子          |
| 調整                   |                            | 佐藤隆一          |
| 制作                   |                            | ビデオテック      |

## スタッフ
- 監督：スティーヴン・スピルバーグ
- 製作：キャスリーン・ケネディ、ジェラルド・R・モーレン
- 原作：マイケル・クライトン
- 脚本：マイケル・クライトン、デヴィッド・コープ
- 撮影：ディーン・カンディ
- プロダクション・デザイナー：リック・カーター
- 編集：マイケル・カーン
- 音楽：ジョン・ウィリアムズ
- VFX：インダストリアル・ライト&マジック、ティペット・スタジオ
- VFXスーパーバイザー：デニス・ミューレン
- 恐竜スーパーバイザー：フィル・ティペット

## 製作
スピルバーグはもともとクライトンの『5人のカルテ』を監督するつもりだったが、他の企画の有無をクライトンに訊ねたところ提示されたのが本作。スピルバーグはこれに惚れこみ、クライトンはスピルバーグが監督することを条件に映画化権の譲渡を承諾した。
「監督はスピルバーグ」ということで内定していたものの、原作を巡って各映画会社の間で争奪戦が展開され、ジョー・ダンテが20世紀フォックス、ティム・バートンがワーナー・ブラザース、リチャード・ドナーがグーバー＝ピーターズ・エンターテインメントから監督候補として提示された。『5人のカルテ』は『ER緊急救命室』としてシリーズ化され、スピルバーグとクライトンは製作にまわった。
恐竜の映像化には高度な視覚効果技術が求められ、ストップ・モーション・アニメの第一人者であるフィル・ティペット、特殊メイクのトップ・アーティストであるスタン・ウィンストン、そしてILMのデニス・ミューレンが招聘された。ILMとスタン・ウィンストンは『ターミネーター2』製作期間中から本作の準備を始めていた。映画用デジタル音響システムである、dtsデジタルサウンドを採用した最初の配給作品である。

### コンピュータグラフィックス
当初、遠景の恐竜の映像は主にフィル・ティペットによるゴー・モーションで製作し、CG恐竜はガリミムスの大群の場面などごく一部のみで使用される予定だったが、ILMの一部のメンバーが密かに開発していたフルCGのティラノサウルスを見たスピルバーグが、全面的にCGを使う事に方針変更した。その意気込みは、ライブアクションのシーンを削ってCG製作に予算を回すほどであった。
自身恐竜に関して独自に研究を重ねて来たティペットはこの方針転換に落胆し漏らしたという「ぼくらはこれで絶滅（失業）だ。」は劇中のグラントの台詞にそのまま転用された。しかしテストフィルム（アニマティック）を古典的なストップモーション・アニメで製作し、恐竜の動作をデジタル入力するツールを開発、恐竜の動作の表現に苦心するCGスタッフたちに恐竜の動作をさせてみたり、動物園に足を運んで観察を重ねるといった努力もされ、こうした貢献はアカデミー視覚効果賞受賞という形で報われる事になった。
スピルバーグはハワイとユニバーサル・スタジオでの実写部分撮影終了後ポーランドに飛び次作『シンドラーのリスト』の撮影を開始したため、盟友ジョージ・ルーカスが視覚効果、音響効果、編集などのポストプロダクションを統括。パラサウロロフスの水場としてルーカスの制作拠点スカイウォーカー・ランチに実在する池が映る。なおルーカスは本作のCGを見て、映像技術的限界を理由に延期していたスター・ウォーズ新三部作の製作に取りかかる事となった。
スピルバーグはまたグラント、レックス、ティムがガリミムスの群れと並んで疾走する場面をステディカムで撮影する事に固執、不規則で揺れの激しい手持ち撮影の場面にCGを合成するプロセス上にカメラトラッキングするブルースクリーンではなく実写映像上でのマッチムーヴという概念を生んでいる。芝生ではコンピューターが動きを完全に感知できないため、目印のためにゴルフボールとテープが置かれた。また、俳優の目線をトラッキングし、ガリミムスを通過させている。
CG使用シーンの合計時間はわずか7分。ただし尺自体は一瞬であるがティラノサウルスに踏み潰されるツアーカーや蹴散らされる倒木といった恐竜以外の素材もCGで作られ、ラプトルに破られた天井からぶら下ったレックスが一瞬見上げるシーンでは、演じたスタント代役の顔だけアリアナ・リチャーズの顔と取り替えるといった処理も可能にしている。またジェナロ弁護士がティラノサウルスに喰われるシーンでは咥えた瞬間から役者をCGに置き換えており、これが史上初めて映画でデジタル・スタントマンが使用された例とされている。

### アニマトロニクス
大部分の恐竜のシーンはアニマトロニクスを使用して製作されており、特にスピルバーグがこだわったのが原寸大のティラノサウルス・レックスのアニマトロニクスであった。担当したスタン・ウィンストンは航空シミュレーターの専門会社の協力を得て油圧駆動システムを製作、高さ6m・重量6トンのまさに恐竜級のアニマトロニクスを完成させた。しかしそのパワーと重量では動作時の反作用でスタジオの床を破壊してしまうため、深さ1.8mのコンクリート床を持つ水中撮影用ステージにボルトで固定され、その周囲にセットを組んで撮影するというスター級の扱いが取られる事になった。さらに雨中のシーンでは表皮に使われたフォームラバーが水を吸って重くなり、重量過多で油圧システムの故障が頻繁、スタッフは連夜修理と乾燥に追われる事になった。
幾多の困難がありながらも、キャストと恐竜が絡むシーンにおいてアニマトロニクスは絶大なリアリティ効果を発揮し、後のSF映画に革命的な進歩をもたらした。CGが更に進歩した続編2作においても使用されている。

## 3D版
公開20周年にあたる2013年に、3D版に変換され再上映。3D版だけでなく『Jurassic Park: An IMAX 3D Experience』のタイトルでIMAX 3D版でも公開。日本での公開は見送った。海外ではすでに3D版のソフトが発売されており、ドイツ版、イタリア版のみ日本語吹き替え・日本語字幕付きで日本のプレーヤーでも再生可能である。海外版を扱う専門店やインターネットオークション、海外の通販サイトなどで購入可能である。2015年には『ジュラシック・ワールド』公開にあわせて日本版ソフトが発売された。

## テレビ放映
| 回数 | 放送局     | 放送枠             | 放送日         | 放送時間      | 放送分数 | 平均世帯 視聴率 | 備考     |
| ---- | ---------- | ------------------ | -------------- | ------------- | -------- | --------------- | -------- |
| 1    | 日本テレビ | 金曜ロードショー   | 1997年2月7日   | 21:00 - 23:34 | 154分    | 23.9%           |          |
| 2    | 日本テレビ | 金曜ロードショー   | 1998年1月2日   | 21:03 - 23:34 | 151分    | 13.0%           |          |
| 3    | 日本テレビ | 金曜ロードショー   | 2001年8月17日  | 21:03 - 23:34 | 151分    | 21.3%           |          |
| 4    | テレビ朝日 | 日曜洋画劇場       | 2002年9月22日  | 21:00 - 23:29 | 149分    | 13.5%           |          |
| 5    | フジテレビ | ゴールデンシアター | 2003年9月27日  | 20:15 - 22:54 | 159分    | 11.4%           | [ 注 6 ] |
| 6    | テレビ朝日 | (深夜枠)           | 2006年12月23日 | 26:10 - 28:50 | 160分    |                 |          |
| 7    | フジテレビ | 金曜プレミアム     | 2015年8月7日   | 21:00 - 23:32 | 152分    | 11.2%           |          |
| 8    | 日本テレビ | 金曜ロードSHOW!    | 2017年7月28日  | 21:00 - 23:24 | 144分    | 10.0%           | [ 注 7 ] |
| 9    | 日本テレビ | (関東ローカル)     | 2018年6月30日  | 14:30 - 16:55 | 145分    | 5.3%            |          |
| 10   | 日本テレビ | 金曜ロードショー   | 2021年9月3日   | 21:00 - 22:54 | 114分    | 8.6%            | [ 注 8 ] |
| 11   | 日本テレビ | 金曜ロードショー   | 2025年7月25日  | 21:00 - 23:04 | 124分    | 5.5%            |          |